# سهون
اوه سه هون (به هانگول: 오세훈؛ زادهٔ ۱۲ آوریل ۱۹۹۴) که با نام هنری سهون (به انگلیسی: Sehun) شناخته می‌شود، یک رپر، خواننده-ترانه‌سرا، رقصنده، مدل و بازیگر اهل کره جنوبی است. او یکی از اعضای گروه چینی-کره‌ای اکسو، زیرگروه اکسو-کی و زیرمجموعهٔ اکسو-سچان می‌باشد. علاوه بر فعالیت‌های گروهی، سهون همچنین در مجموعه‌های تلویزیونی مختلف مانند دوکگو ریوایند به ایفای نقش پرداخته‌است. وی از سال ۲۰۱۸ جزو بازیگران مجموعه !Busted است.

## زندگی شخصی
سهون در ۱۲ آوریل ۱۹۹۴، در منطقهٔ جونگ‌نانگ-گو سئول کره جنوبی زاده شد. وی در فوریهٔ ۲۰۱۳ از دبیرستان هنرهای نمایشی سئول فارغ‌التحصیل شد. سهون یک برادر بزرگتر دارد.

## حرفه
سهون نخستین بار در سن ۱۲ سالگی توسط یکی از کارکنان اس. ام. اینترتینمنت، درحالیکه مشغول نهار خوردن با دوستانش بود، شناخته شد و پس از ۳۰ دقیقه تعقیب و گریز در خیابان، درنهایت به این کمپانی معرفی شد. سهون درطول دو سال، در چهار اودیشن شرکت کرد و نهایتاً در سال ۲۰۰۸ به این کمپانی پیوست. در ۱۰ ژانویهٔ ۲۰۱۲، سهون به عنوان پنجمین عضو رسمی اکسو معرفی شد. این گروه در آوریل ۲۰۱۲ و با انتشار آلبوم چندآهنگهٔ ماما آغاز به‌کار کرد.
سهون در فوریهٔ ۲۰۱۶، با رأی کاربران شبکهٔ اجتماعی چینی سینا ویبو، موفق به دریافت جایزهٔ ستارهٔ ویبو، در پنجمین مراسم جوایز کی-پاپ جدول گائون شد.
در ۲۸ ژوئن ۲۰۱۹ اعلام شد که سهون و پارک چانیول به‌عنوان دومین زیرمجموعهٔ گروه اکسو و با عنوان اکسو سچان شروع به‌کار خواهند کرد. اولین آلبوم چندآهنگهٔ این گروه با عنوان عجب زندگیی در ۲۲ ژوئیهٔ ۲۰۱۹ منتشر شد.

## ترانه‌شناسی

### ترانه‌ها
| عنوان                                 | سال  | آلبوم                                 |
| ------------------------------------- | ---- | ------------------------------------- |
| Beat Maker                            | ۲۰۱۴ | Exology Chapter 1: The Lost Planet    |
| Go                                    | ۲۰۱۷ | Exo Planet 4 – The EℓyXiOn            |
| We Young (با همکاری پارک چانیول)      | ۲۰۱۸ | Station X 0                           |
| Telephone(با همکاری پارک چانیول)      | ۲۰۲۰ | 1billion views(با همکاری پارک چانیول) |
| On me                                 | ۲۰۲۰ | 1billion views(با همکاری پارک چانیول) |
| 1billion views(با همکاری پارک چانیول) | ۲۰۲۰ | 1billion views(با همکاری پارک چانیول) |

## فیلم‌شناسی

### فیلم‌ها
| سال  | عنوان         | نقش       | توضیحات  |
| ---- | ------------- | --------- | -------- |
| ۲۰۱۸ | دوکگو ریوایند | کانگ هیوک | نقش اصلی |

### مجموعه تلویزیونی
| سال        | عنوان                       | نقش   | توضیحات        | شبکه     |
| ---------- | --------------------------- | ----- | -------------- | -------- |
| ۲۰۱۲       | به تو که زیبایی             | خودش  | مهمان قسمت دوم | اس‌بی‌اس   |
| ۲۰۱۳       | ویلای سلطنتی                | خودش  | مهمان قسمت دوم | جی‌تی‌بی‌سی |
| ۲۰۱۵       | همسایه‌بغلی اکسو             | سهون  | نقش اصلی       | ناور     |
| ۲۰۱۸       | Secret Queen Makers         | سهون  | نقش اصلی       | ناور     |
| ۲۰۲۱ -۲۰۲۲ | حالا داریم بهم می‌زنیم       | هوانگ | نقش مکمل       | اس‌بی‌اس   |
| ۲۰۲۳       | تمام چیزهایی که دوست داشتیم | گویو  | نقش اصلی       |          |

### برنامه تلویزیونی
| سال  | عنوان  | نقش             | شبکه    |
| ---- | ------ | --------------- | ------- |
| ۲۰۱۸ | باستد! | عضو ثابت برنامه | نت‌فلیکس |

## جوایز
| سال  | مراسم                            | عنوان جایزه           | نتیجه | منبع   |
| ---- | -------------------------------- | --------------------- | ----- | ------ |
| ۲۰۱۵ | پنجمین جشنواره موسیقی جدول گائون | ستاره کی-پاپ ویبو     | برنده | [ ۷ ]  |
| ۲۰۱۶ | ششمین جشنواره موسیقی جدول گائون  | هنرمند منتخب طرفداران | برنده | [ ۱۰ ] |
| ۲۰۱۷ | پنجمین جشنواره جدول وی           | محبوب‌ترین هنرمند امشب | برنده | [ ۱۱ ] |
| ۲۰۱۷ | جشنواره فشنیستا                  | نماد جهانی            | برنده | [ ۱۲ ] |